# Mješaji
Mješaji är ett samhälle i Bosnien och Hercegovina.   Det ligger i entiteten Republika Srpska, i den sydöstra delen av landet, 60 km sydost om huvudstaden Sarajevo. Mješaji ligger 582 meter över havet och antalet invånare är 155.
Terrängen runt Mješaji är kuperad åt nordväst, men åt sydost är den bergig. Mješaji ligger nere i en dal.  Närmaste större samhälle är Foča, 8,1 km norr om Mješaji.
Omgivningarna runt Mješaji är en mosaik av jordbruksmark och naturlig växtlighet. Runt Mješaji är det ganska tätbefolkat, med 60 invånare per kvadratkilometer.